# Reneilwe Letsholonyane
Reneilwe Letsholonyane (Johannesburg, 9 giugno 1982) è un ex calciatore sudafricano, di ruolo centrocampista.